# نظرية النسبية
النسبية أو نظرية النسبية (بالإنجليزية: the theory of relativity)‏، من أشهر نظريات الفيزياء الحديثة، التي طورت من قبل ألبرت أينشتاين في بداية القرن العشرين. وتوجد نظريتان للنسبية، الأولى هي النسبية الخاصة والثانية هي النسبية العامة، وكلاهما تعتمدان على مبدأ النسبية الذي وضعه غاليليو غاليلي في عام 1636.
مصطلح "theory of relativity" أو «نظرية النسبية» أخذ من تعبير "relative theory" (بالألمانية: Relativitätstheorie)‏ واستعمل من قبل ماكس بلانك عام 1906، بلانك الذي أكد على أن النظرية استخدمت مبدأ النسبية.
في قسم النقاش على نفس الورقة ألفريد بوخرر استعمل للمرة الأولى تعبير theory of relativity (بالألمانية: Relativitätstheorie).

## أهمية النظرية والتغيرات التي أحدثتها
نظرية النسبية غيّرت الكثير من المفاهيم بما يتعلق بالمصطلحات الاساسية في الفيزياء: المكان والزمان والكتلة والطاقة.
حيث احدثت نقلة نوعية في الفيزياء النظرية وعلم الفلك في القرن العشرين. عند نشرها لأول مرة، عدلت الأسس النظرية لميكانيكا نيوتن التي كانت قائمة منذ 200 عام.
غيرت نظرية النسبية مفهوم الحركة لنيوتن، حيث نصت أن كل حركة نسبية. ومفهوم الزمن تغير من كونه مطلق، إلى كونه نسبي وجعله بُعْدْ رابع يدمج مع الأبعاد الثلاثة المكانية فيما يعرف بالزمان. وجعلت الزمان والمكان شيئاً موحداً بعد أن كان التعامل معهما سابقًا كشيئين مختلفين. وجعلت مفهوم الزمن يتوقف على سرعة الأجسام وشدة الجاذبية التي يتحرك فيها الجسم، وأصبح تقلص وتمدد الزمن مفهومًا أساسيًا لفهم الكون. وبذلك تغيرت كل الفيزياء الكلاسيكية حسب مفهوم نيوتن.
وأدت مفاهيم نظرية النسبية إلى ظهور علوم جديدة كليًا مثل: الفيزياء الفلكية وعلم الكون. بالإضافة لإستخدامها في تطبيقات حياتية كنظام الملاحة العالمي GPS.

## النسبية الخاصة

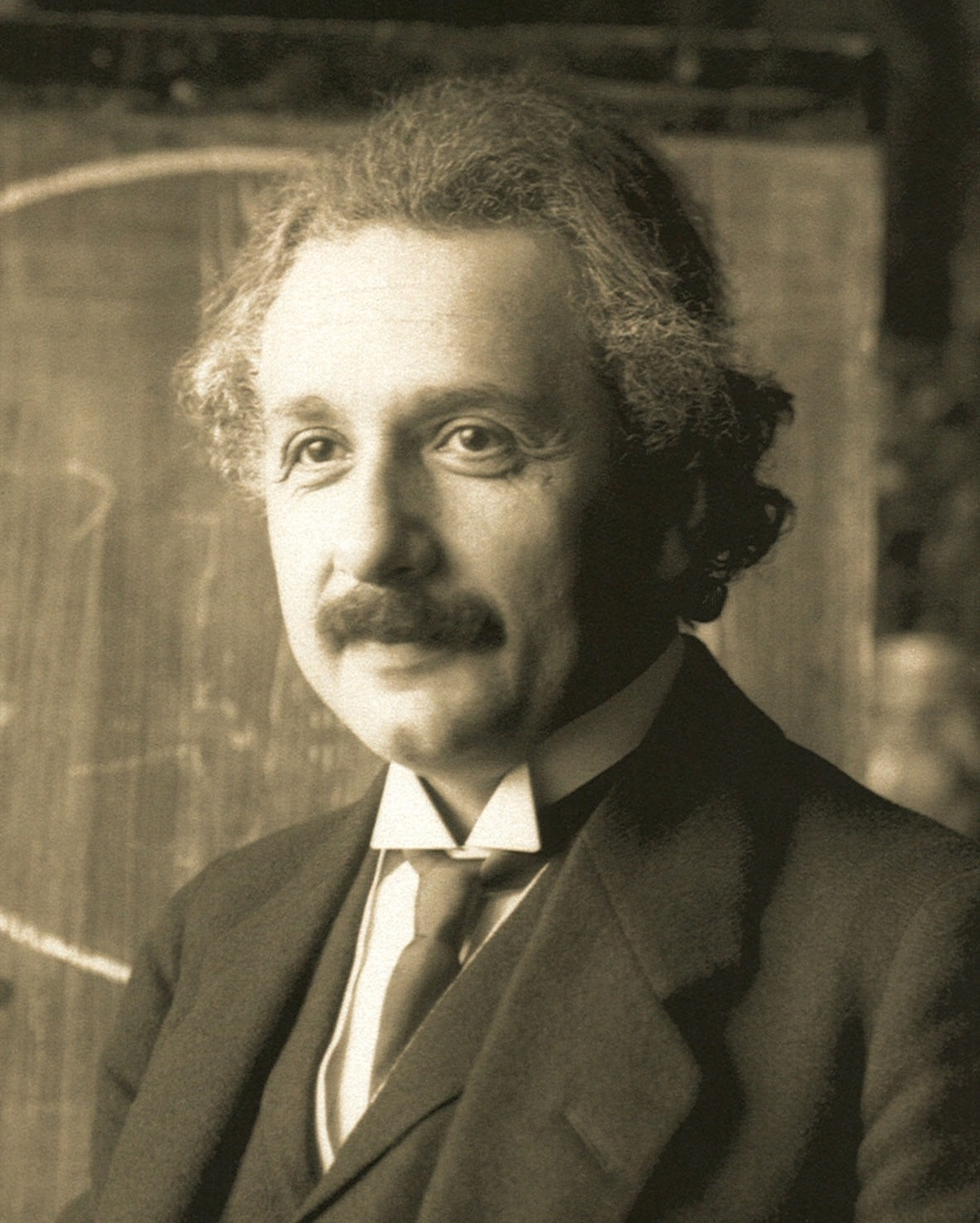
ألبرت آينشتاين

إن نظرية النسبية الخاصة التي نشرها آينشتاين عام 1905، جاءت للإجابة على صعوبات في خواص سرعة الضوء.
نتائج تجربة ميكلسون ومورلي، التي أختبر فيها انتشار الضوء في اتجاهات مختلفة، ناقضت قانون السرعة النسبية.
حيث إن قانون السرعة النسبية يعتبر أنه لو كانت سيارة تسير بسرعة 99% من سرعة الضوء، فعلى أضواء السيارة أن تكون سرعتها ضعف سرعة الضوء تقريبًا.
تفسر نظرية النسبية هذا التناقض بأن سرعة الضوء ثابتة بلا علاقة بالسرعة النسبية.
وتساوي سرعة الضوء في الفراغ الثابت c (سرعة الضوء بالفراغ وقيمتها هو 299,792,458 متر في الثانية أي 300000 كيلو متر في الثانية).
هذا الافتراض بأن سرعة الضوء ثابتة، يظهر فرضيتان أساسيتان، بموجبهما يقاس سرعة الجسم المتحرك:
1. تباطؤ الزمن:
{\displaystyle \Delta t'=\gamma \Delta t={\frac {\Delta t}{\sqrt {1-v^{2}/c^{2}}}}\,}
حيث
{\displaystyle \Delta t'} فرق الزمن النسبي.
{\displaystyle \Delta t} فرق الزمن عند السكون.
وهنالك
تجربة كيتينج - هافيليه
(Hafele–Keating experiment)
```
كانت التجربة هافليه - كتينغ اختبار لنظرية النسبية. في أكتوبر 1971، استغرق جوزيف هافليه، وهو فيزيائي، وريتشارد كيتنغ، وهو عالم فلك، أخذ أربع ساعات ذرية من شعاع السيزيوم على متن طائرات تجارية. حلقت مرتين في جميع أنحاء العالم، أولا شرقا، ثم غربا، ومقارنة الساعات ضد الآخرين الذين بقوا في مرصد البحرية الأمريكية. عندما لم شملهم، عثر على ثلاث مجموعات من الساعات تختلف مع بعضها البعض، وكانت خلافاتهم بما يتفق مع تنبؤ نظرية النسبية الخاصة والعامة.
```

2. تقلص الأطوال:
{\displaystyle L'={\frac {L}{\gamma }}=L\,{\sqrt {1-v^{2}/c^{2}}}}
حيث
L هو طول الجسم في حالة السكون.
L' هو الطول الظاهر للراصد.
{\displaystyle v\,} هي السرعة النسبية بين الراصد والجسم المتحرك.
{\displaystyle c\,} هي سرعة الضوء.
بحيث ان {\displaystyle \gamma } (جاما) هو رمز معامل لورنتز ويساوي:
{\displaystyle \gamma \equiv {\frac {1}{\sqrt {1-v^{2}/c^{2}}}}\ }
أو
{\displaystyle \gamma \equiv {\frac {c}{\sqrt {c^{2}-v^{2}}}}={\frac {1}{\sqrt {1-\beta ^{2}}}}}
{\displaystyle \beta ={\frac {v}{c}}} مقسوم السرعة النسبية على سرعة الضوء،
v السرعة النسبية 
c هي سرعة الضوء الساقط.

## النسبية العامة
النسبية العامة (تُعرف أيضًا باسم النظرية العامة للنسبية) هي النظرية الهندسية للجاذبية التي طورها ألبرت أينشتاين ما بين عامي 1907 و 1915، وبمساهمات من آخرين بعد 1915، وقام بنشرها عام 1916، وفيها الوصف الحالي للجاذبية في الفيزياء الحديثة. تعمل النسبية العامة على تعميم النسبية الخاصة وقانون الجذب العام لنيوتن، حيث تقدِّم وصفًا موحَّدًا للجاذبية كخاصية هندسية للمكان والزمن، أو الزمكان. وبشكل خاص، يرتبط انحناء الزمكان بشكل مباشر بالطاقة والزخم أيًا كانت المادة والإشعاع الموجودان. يتم تحديد العلاقة بواسطة معادلات حقل أينشتاين، وهو نظام من المعادلة التفاضلية الجزئية.
تختلف بعض تنبؤات النسبية العامة بشكل كبير عن تنبؤات الفيزياء الكلاسيكية، خاصةً فيما يتعلق بمرور الزمن، وهندسة المكان، وحركة الأجسام في السقوط الحُر، وانتشار الضوء. ومن بين الأمثلة على هذه الاختلافات، تمدد الزمن الثقالي، وعدسة الجاذبية، والانزياح الأحمر الجذبوي للضوء، والتأخير الزمني الثقالي. وقد تم تأكيد تنبؤات النسبية العامة فيما يتعلق بالفيزياء الكلاسيكية في كل عمليات الرصد والتجارب حتى الآن. على الرغم من أن النسبية العامة ليست نظرية النسبية الوحيدة للجاذبية، إلا أنها أبسط نظرية متسقة مع البيانات التجريبية. ومع ذلك، تبقى الأسئلة التي لم تتم الإجابة عليها، والسؤال الأكثر أهمية هو كيف يمكن التوفيق بين النسبية العامة وقوانين فيزياء الكم لإنتاج نظرية كاملة ومتسقة ذاتيًا للجاذبية الكمية.

## النظرية بين الثنائية
نظرية النسبية كانت تمثيلاً لأكثر من نظرية فيزيائية جديدة. يوجد بعض التفسيرات لهذا.
أولًا: النسبية الخاصة نشرت في عام 1905 و النسبية العامة نشرت في عام 1906.
ثانيًا: النسبية الخاصة تطبق على الجسيمات الأولية وتفاعلاتها، في حين تطبق نظرية النسبية العامة على العالم الكوني والفيزياء الفلكية، بما في ذلك علم الفلك.
ثالثًا: النسبية الخاصة تم قبولها في المجتمع الفيزيائى في عام 1920. هذه النظرية أصبحت سريعًا أداة ضرورية وهامة للمنظرين وللتجريبيين في المجالات الجديدة: الفيزياء الذرية والفيزياء النووية وميكانيكا الكم. وفي المقابل، النسبية العامة لم تبدُ ذات أهمية كبيرة. لقد ظهر أن هناك القليل من الانطباق للتجريبيين لأن معظم التطبيقات كانت للجداول الفلكية. لقد بدت محدودة لعمل تصحيحات طفيفة فقط لتنبؤات نظرية الجاذبية لنيوتن. وكانت آثارها غير واضحة حتى عام 1930.
أخيرًا: رياضيات النسبية العامة كانت تبدو معقدة صعبة الفهم. بناء على ذلك، كان يعتقد أن عددًا قليلًا من الناس في العالم في هذا الوقت يمكنهم فهم النظرية بالتفصيل، ثم في حوالى عام 1960 حدث شيء حاسم في عودة الاهتمام الذي أدى إلى جعل النسبية العامة هي مركز الفيزياء والنسبية. تقنيات رياضية جديدة مطبقه لدراسة النسبية العامة بسطت العمليات الحسابية بشكل كبير. ومن هذا، تم عزل ملحوظة المفاهيم الفيزيائية من التعقيد الرياضى. وأيضًا، اكتشاف الظواهر الفلكية الغريبة التي كانت ذات صله بشكل حاسم بالنسبية العامة، ساعدت على تحفيز تلك العودة. الظواهر الفلكية تضمنت أشباه النجوم والنجوم النابضة واكتشاف مرشحين أول ثقب أسود.